# Powiat Siedlecki
Der Powiat Siedlecki ist ein Powiat (Kreis) in der Woiwodschaft Masowien in Polen. Der Powiat hat eine Fläche von 1603,2 km², auf der 80.500 Einwohner leben. Die Bevölkerungsdichte beträgt 50 Einwohner auf 1 km² (2004).

## Gemeinden
Der Powiat umfasst 13 Gemeinden, davon eine Stadt-und-Land-Gemeinde und zwölf Landgemeinden.

### Stadt-und-Land-Gemeinde
- Mordy

### Landgemeinden
- Domanice
- Korczew
- Kotuń
- Mokobody
- Paprotnia
- Przesmyki
- Siedlce
- Skórzec
- Suchożebry
- Wiśniew
- Wodynie
- Zbuczyn